# Мончетундра
Мончету̀ндра (на руски: Мончетундра) е нископланински масив в крайната северна част на Източноевропейската равнина, разположен в централната част на Мурманска област, Русия, западно от езерото Имандра. Простира се от югоизток на северозапад на протежение от 30 km и в тази посока нарства и височината му от 600 m до връх Хипик 965 m (67°57′45″ с. ш. 32°33′32″ и. д. / 67.9625° с. ш. 32.558889° и. д.). Изграден е от интрузивни скали, с които са свързани находищата на медно-никелови сулфидни руди. Билото му е покрито с планинска тундрова растителност и безжизнени каменисти пространства. Голяма част от него попада в пределите на Лапландския резерват. В източното му подножие е разположен град Мончегорск, център на рудодобивна промишленост.

## Топографска карта
- Лист от карта Q-36-III,IV Апатиты. Мащаб: 1 : 200 000. Указать дату выпуска/состояния местности.